# 三ノ輪駅
三ノ輪駅（みのわえき）は、東京都台東区三ノ輪二丁目にある、東京地下鉄（東京メトロ）日比谷線の駅である。駅番号はH 20。台東区最北端の駅である。

## 歴史
過去に銀座線（都市高速鉄道第3号線）が浅草駅から当駅（明治通り）まで延伸する予定があり、同区間のルートについて都市計画決定が行われているが、運輸政策審議会答申における延伸は1985年に削除されており、凍結状態となっている。

### 年表
- 1961年（昭和36年）3月28日：帝都高速度交通営団（営団地下鉄）日比谷線の駅として開業[2]。
- 2004年（平成16年）4月1日：帝都高速度交通営団（営団地下鉄）民営化に伴い、当駅は東京地下鉄（東京メトロ）に継承される[3]。
- 2007年（平成19年）3月18日：ICカード「PASMO」の利用が可能となる[4]。
- 2020年（令和2年）2月7日：発車メロディを導入[5]。

## 駅構造
相対式ホーム2面2線を有する地下駅。南千住側はトンネル坑口が近距離（駅中心位置からトンネル坑口までは253 m）にあるため、冬場のホーム気温は外気温とほぼ変わらない。
1991年にホームの壁や床などの改装工事を行ってから30年が経過し、通路などの老朽化が著しくなっている。3番出入口は2011年にリニューアルされた。
バリアフリー設備として、北側改札口に車椅子専用の昇降機および南側改札口と各ホームを連絡するエレベーターが設置されている。
入谷寄りの1a・1b番出入口は中目黒方面ホーム、2番出入口は北千住方面ホームへの改札口のみ接続している。そのため、反対側のホームに移動するためには、改札内ではホームの南千住寄りにある3番出入口に接続する改札口への階段を迂回するか、改札外では中目黒寄りの地上部にある歩道橋を渡る必要がある。
1a・1b番出入口側の改札口と地上との間にはエレベーターが設置されている。地上部は駅前のマンションに直結している。2番出入口側の改札口と地上との間を結ぶエレベーターも設置工事が終了し2012年6月30日より使用できるようになった。

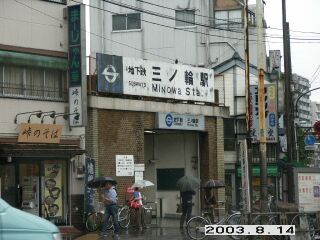
3番出入口（2003年）
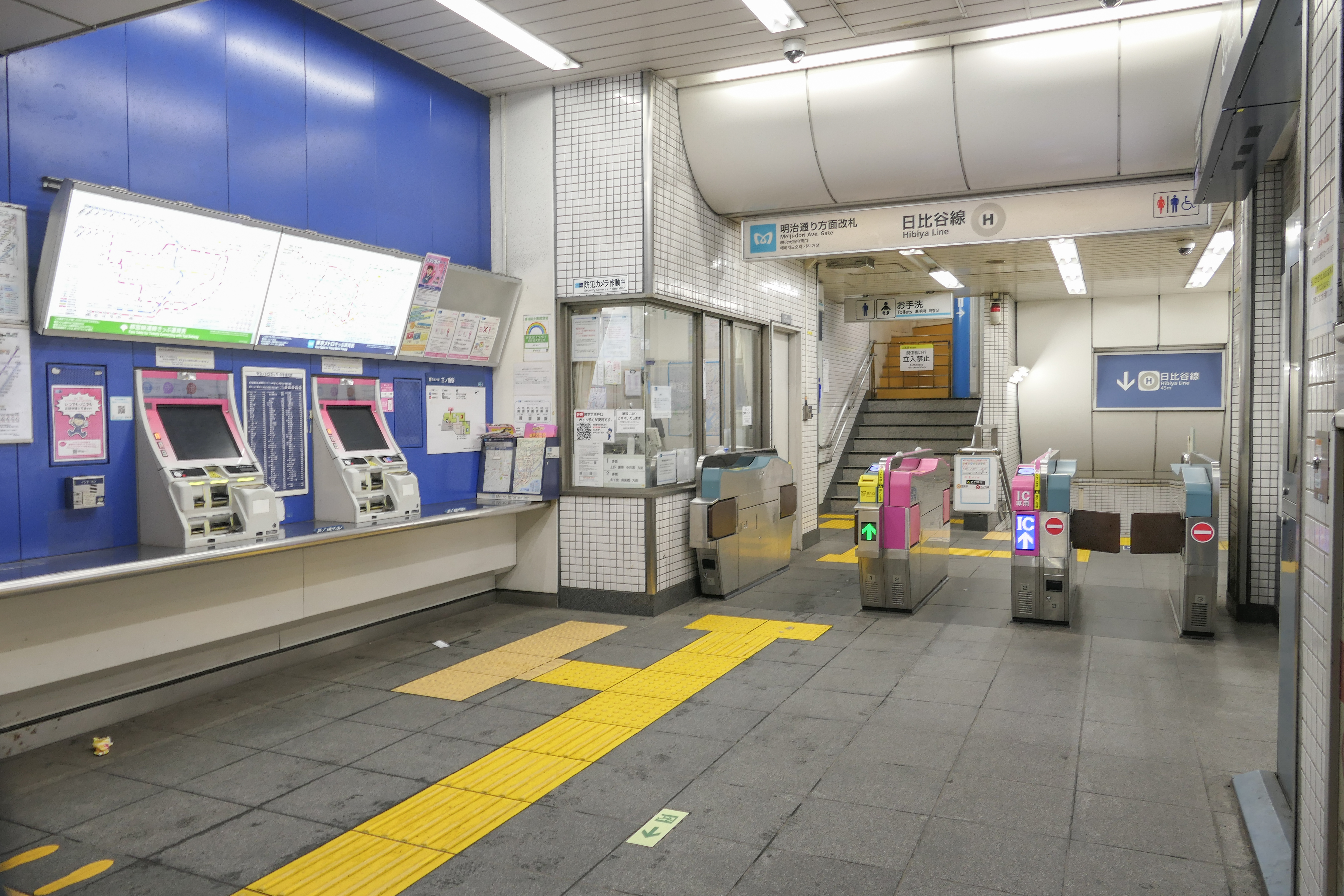
明治通り方面改札（2024年）
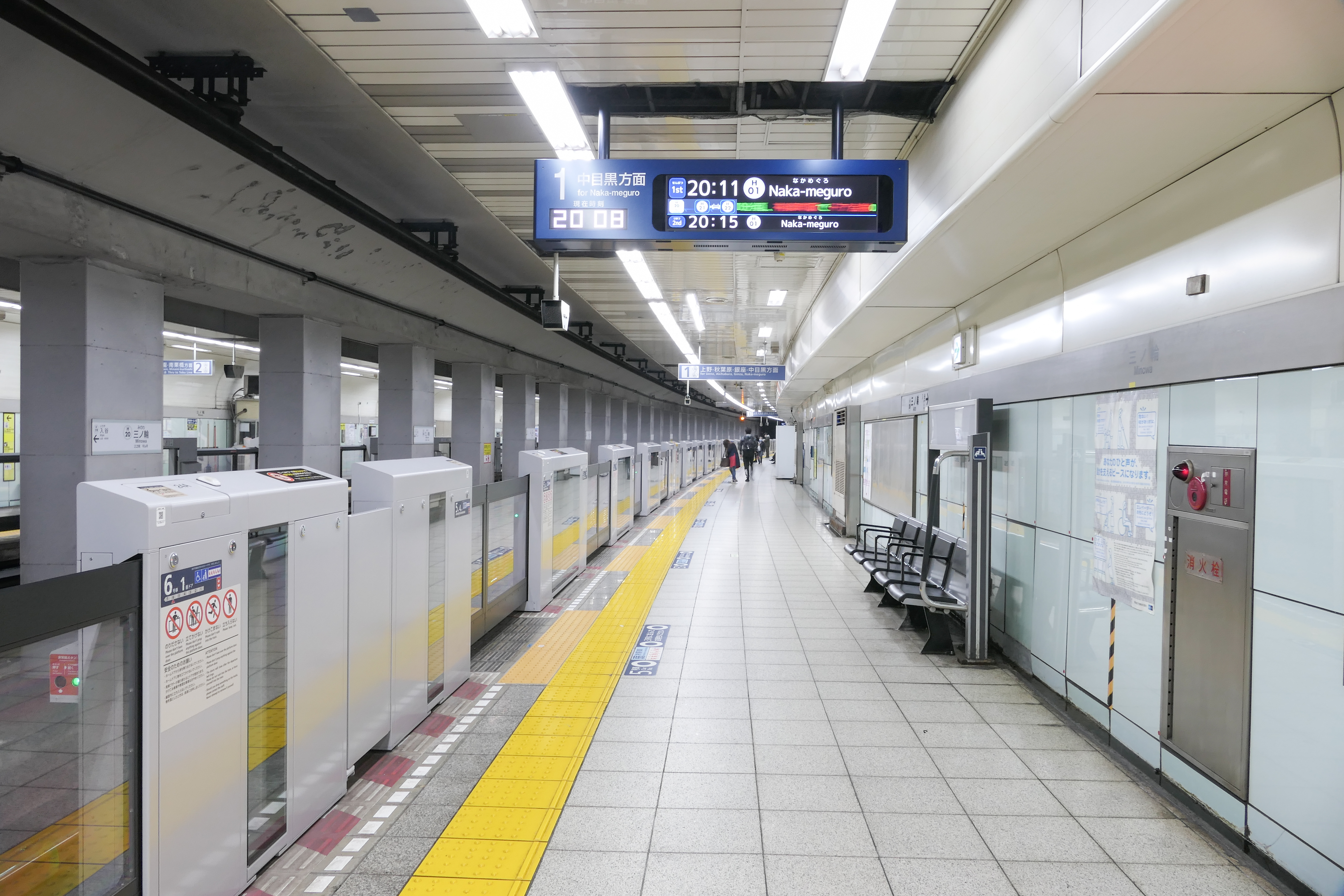
1番ホーム（2024年）
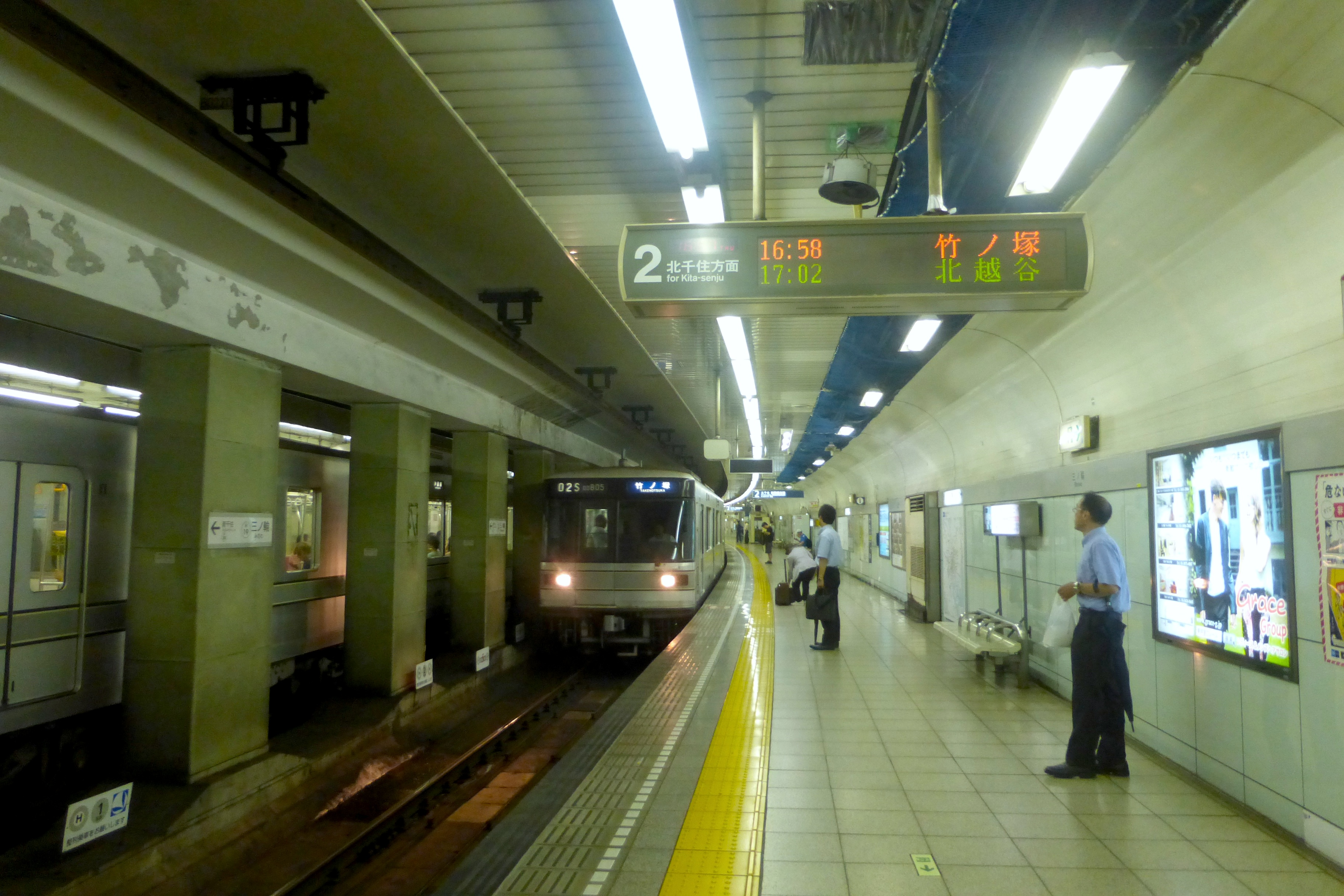
ホームドア設置前の2番ホーム（2015年）

### のりば
| 番線 | 路線     | 行先               |
| ---- | -------- | ------------------ |
| 1    | 日比谷線 | 中目黒方面         |
| 2    | 日比谷線 | 北千住・南栗橋方面 |

（出典：東京メトロ:構内図）

### 発車メロディ
2020年2月7日よりスイッチ制作の発車メロディ（発車サイン音）を使用している。
曲は1番線が「タイムマシン」（大和優子作曲）、2番線が「星まつり」（福嶋尚哉作曲）である。

## 利用状況
2024年度の1日平均乗降人員は46,924人で、東京メトロ全130駅中80位。11月の酉の市がある日は、鷲神社への参拝客で中目黒寄り改札が混雑する。
近年の1日平均乗降・乗車人員推移は下表の通りである。
| 年度               | 1日平均 乗降人員 | 1日平均 乗車人員 | 出典     |
| ------------------ | ---------------- | ---------------- | -------- |
| 1990年（平成02年） |                  | 18,858           | [ * 1 ]  |
| 1991年（平成03年） |                  | 18,642           | [ * 2 ]  |
| 1992年（平成04年） |                  | 18,523           | [ * 3 ]  |
| 1993年（平成05年） |                  | 18,170           | [ * 4 ]  |
| 1994年（平成06年） |                  | 17,622           | [ * 5 ]  |
| 1995年（平成07年） |                  | 17,374           | [ * 6 ]  |
| 1996年（平成08年） |                  | 17,068           | [ * 7 ]  |
| 1997年（平成09年） |                  | 16,822           | [ * 8 ]  |
| 1998年（平成10年） |                  | 16,781           | [ * 9 ]  |
| 1999年（平成11年） |                  | 16,473           | [ * 10 ] |
| 2000年（平成12年） | 32,186           | 16,359           | [ * 11 ] |
| 2001年（平成13年） | 32,317           | 16,430           | [ * 12 ] |
| 2002年（平成14年） | 32,574           | 16,510           | [ * 13 ] |
| 2003年（平成15年） | 32,646           | 16,546           | [ * 14 ] |
| 2004年（平成16年） | 34,019           | 16,485           | [ * 15 ] |
| 2005年（平成17年） | 34,765           | 16,759           | [ * 16 ] |
| 2006年（平成18年） | 35,245           | 17,145           | [ * 17 ] |
| 2007年（平成19年） | 35,929           | 17,661           | [ * 18 ] |
| 2008年（平成20年） | 36,126           | 17,827           | [ * 19 ] |
| 2009年（平成21年） | 35,823           | 17,792           | [ * 20 ] |
| 2010年（平成22年） | 35,767           | 17,688           | [ * 21 ] |
| 2011年（平成23年） | 35,051           | 17,391           | [ * 22 ] |
| 2012年（平成24年） | 35,764           | 17,704           | [ * 23 ] |
| 2013年（平成25年） | 36,472           | 18,060           | [ * 24 ] |
| 2014年（平成26年） | 36,553           | 18,129           | [ * 25 ] |
| 2015年（平成27年） | 37,549           | 18,601           | [ * 26 ] |
| 2016年（平成28年） | 39,203           | 19,430           | [ * 27 ] |
| 2017年（平成29年） | 41,249           | 20,455           | [ * 28 ] |
| 2018年（平成30年） | 42,833           | 21,238           | [ * 29 ] |
| 2019年（令和元年） | 43,601           | 21,634           | [ * 30 ] |
| 2020年（令和02年） | 32,927           |                  |          |
| 2021年（令和03年） | 34,780           |                  |          |
| 2022年（令和04年） | 39,685           |                  |          |
| 2023年（令和05年） | 43,935           |                  |          |
| 2024年（令和06年） | 46,924           |                  |          |

## 駅周辺
3番出口前は交差点（大関横丁）になっており、付近にはJR常磐線の高架がある。当駅の付近を首都圏新都市鉄道つくばエクスプレスを走行するものの駅はない。周辺は商店街（ジョイフル三ノ輪）やスーパーマーケットが立地し、2000年代以降はマンションなどの建設も盛んである。
- 警視庁下谷警察署
- 台東区三ノ輪福祉センター
- 台東区立根岸図書館
  - 台東区根岸社会教育館
- 台東区金杉区民館下谷分館
- 一葉記念館
- 東京都台東区立台東病院 - 徒歩10分
- 浄閑寺
- 正宝院（飛不動尊、下谷七福神）
- 鷲神社
- 円通寺
- 下谷三郵便局
- 東日暮里二郵便局
- 台東竜泉郵便局
- 台東日本堤郵便局
- ヨークフーズ三ノ輪店
- オリンピック三ノ輪店
- 大関横丁交差点
国道4号と明治通りが交差し、昭和通りの終点かつ（道路名称としての）日光街道の起点。
- 都電荒川線（東京さくらトラム） 三ノ輪橋停留場 - 徒歩3分程度。ただし、一部の13000系車内における紙面路線図では乗換駅とされているものの、東京メトロは正式な乗換駅とはしていない（都電側では行っている）。
- 山谷 - 徒歩10分
- 吉原 - 徒歩10分

## バス路線
三ノ輪駅前
- 都営バス
  - 草43：浅草雷門行・浅草寿町行 / 足立区役所行・千住車庫前行（浅草雷門行は平日のみ・浅草寿町行は土休日のみ）
  - 草63：浅草寿町行 / 池袋駅東口行・巣鴨駅前行

三ノ輪駅
- 日立自動車交通 (めぐりん)
  - 北めぐりん（浅草回り）：浅草警察署前・浅草駅（循環）
  - 北めぐりん（根岸回り）：竜泉一丁目・下谷三丁目・鶯谷駅北・生涯学習センター北（循環）
- 京成バス (めぐりん)
  - ぐるーりめぐりん：吉原大門・清川一丁目・浅草駅・田原町駅・大江戸線蔵前駅・鳥越神社前・新御徒町駅・台東区役所・上野駅入谷口（循環）

大関横丁

## 隣の駅
東京地下鉄（東京メトロ）
 日比谷線
入谷駅 (H 19) - 三ノ輪駅 (H 20) - 南千住駅 (H 21)